# Ministro dos Assuntos Europeus (Suécia)
| Ministra dos Assuntos Europeus EU-minister |                      |
|                                            |                      |
| Criação                                    | 6 de outubro de 2006 |

O Ministro dos Assuntos Europeus (em sueco Europaminister ou EU-minister) foi um ministro de estado responsável pelas relações com a União Europeia, assim como com as suas instituções e com os outros países-membros.
Este cargo ministerial foi criado pelo Governo Bildt, em 1991, e abolido pelo Governo Löfven, em 2014.
A última titular desta pasta foi Birgitta Ohlsson do Partido Liberal (Folkpartiet), que exerceu as funções entre 2010 e 2014.